# فرودگاه موکون
فرودگاه موکون (به فرانسوی: Meucon Airport) یک فرودگاه همگانی با کد یاتا VNE است که یک باند فرود آسفالت دارد و طول باند آن ۱۵۳۰ متر است. این فرودگاه در کشور فرانسه قرار دارد و در ارتفاع ۱۳۴ متری از سطح دریا واقع شده‌است.